# My Big Fat Greek Summer
My Big Fat Greek Summer (Originaltitel: My Life in Ruins) ist eine romantische Filmkomödie aus dem Jahr 2009 von Regisseur Donald Petrie. Die Hauptrollen spielten Nia Vardalos und Richard Dreyfuss.

## Handlung
Eine buntgemischte Gruppe von reiselustigen Urlaubern unternimmt eine Besichtigungstour durch die archäologischen Ruinen Griechenlands. Die frustrierte Reiseleiterin Georgia – eine amerikanisch-griechische Geschichtsprofessorin – nimmt sich vor, dass dies ihr letzter Job als Tourguide ist. Jedes Mal ist es das Gleiche mit den verrückten Touristen, die einen zum Wahnsinn treiben, und jedes Mal tritt Georgia bei ihren Reisen von einem Fettnäpfchen ins nächste. Auf ihrem vermeintlichen letzten Ausflug geht wie immer alles schief: Das Hotel ist die letzte Bruchbude, die Touristen sind nur am Nörgeln, und der Busfahrer Poupi Kakas scheint nur der allgemeinen Belustigung der Touristen zu dienen – allein schon seines Namens wegen ist beim Antritt der Reise das Gelächter groß. Doch nach und nach – und mit der Hilfe des scharfsinnigen Urlaubers Irv – entdeckt Georgia, dass hinter ihrem Busfahrer mehr als ein grimmiger, zotteliger Grieche steckt, und so scheint diese Tour doch nicht wie alle anderen zu enden. Georgia findet eine neue Liebe dort, wo sie es am wenigsten erwartet hätte.

## Produktion und Veröffentlichung
- My Life in Ruins hatte in den USA am 6. Februar 2009 seine Premiere und kam am 5. Juni 2009 in die US-amerikanischen Kinos. In Deutschland erschien „My Big Fat Greek Summer“ am 15. Oktober 2009 in den Kinos.[2]

- „My Big Fat Greek Summer“ ist im Verleih der Fox Searchlight.[3]

## Kritiken
„Eine auf pures Klischee abzielende Boulevard-Komödie ohne Timing und Pointen. Im Rahmen ihrer Vorhersehbarkeit unterhält sie nicht zuletzt dank der sympathisch agierenden Hauptdarstellerin dennoch weitgehend solide.“

„Nette Komödie über Touristen in Kultursituationen, und wie deren genervte Fremdenführerin ihre eigenen Probleme und Sorgen auf die Gruppe überträgt. Dramaturgisch von der Stange, ist der Film doch sehr solide konzipiert sowie inszeniert und dürfte nicht wenige Zuschauer begeistern. Nia Vardalos, bekannt aus „My Big Fat Greek Wedding“, spielt die Hauptrolle und beweist, dass sie viel zu selten auf der großen Leinwand zu sehen ist.“

„Selten hat ein Film im Titel aufdringlicher kundgetan, in welchem Erfolgskielwasser er zu schwimmen gedenkt. Mit My Big Fat Greek Wedding gelang der Schauspielerin und Autorin Nia Vardalos 2002 ein seltenes Kinowunder.“

„My Big Fat Greek Summer ist ein mal mehr, mal weniger kurzweiliger Kinospaß vor illustrer griechischer Kulisse, der aber keinerlei Spuren beim Zuschauer hinterlässt. Mit Ausnahme der dann doch sehr komischen Szene, in der ein paar kanadische Touristen richtig sauer werden, als man sie als blöde Amerikaner anspricht. Dass man sie blöd findet, damit können die freundlichen Kanadier leben. Aber als Amerikaner bezeichnet zu werden, das geht zu weit.“

## Sonstiges
- Das Lied, das Georgia am Strand singt, ist „Never on Sunday“ aus dem Film Sonntags… nie! (Pote tin Kyriaki, 1960), der 1961 einen Oscar für das beste Lied gewann.[8]

- Es ist das erste Mal seit dem Film Der Knabe auf dem Delphin (Boy on a Dolphin) aus dem Jahr 1957, dass ein Filmteam aus Hollywood auf der Akropolis Filmaufnahmen machen durfte. Die griechische Regierung hatte vorher alle Bitten aus Furcht abgelehnt, dass ein Aufnahmestab die empfindlichen archäologischen Ruinen beschädigen könnte. Sie machte aber eine Ausnahme, nachdem ein Artikel in Großbritanniens Tageszeitung „The Guardian“ erschienen ist, weil sie dachten, dass es helfen würde, die griechische Kultur zu fördern.[8]